# Enduro (jeu vidéo)
Pour les articles homonymes, voir Enduro (homonymie).
Enduro est un jeu vidéo de course développé par Larry Miller et publié par Activision en 1983 sur Atari 2600 avant d’être porté sur ZX Spectrum. Avec le joystick ou le clavier, le joueur pilote une voiture de course lors d’une épreuve d’endurance qui se déroule sur plusieurs jours.

## Description
Le premier jour, son objectif est de dépasser 200 voitures sur les 119 km de lignes droites et de virages qui composent le circuit. S’il n’y parvient pas, il est éliminé. Dans le cas contraire, il peut participer au deuxième jour de course lors duquel il doit dépasser 300 voitures avant de franchir la ligne d’arrivée,. Chaque jour de course est ensuite de plus en plus difficile jusqu’au terme de l’épreuve à la fin du cinquième jour,. Le joueur est amené à conduire de jour comme de nuit et dans différentes conditions climatique – avec par exemple l’apparition de la neige, de la nuit et du brouillard – qui affectent le comportement routier de sa voiture ou la visibilité,. 
Enduro est adapté sur ZX Spectrum par James Software en 1984.